# Pabellón Kerta Gosa

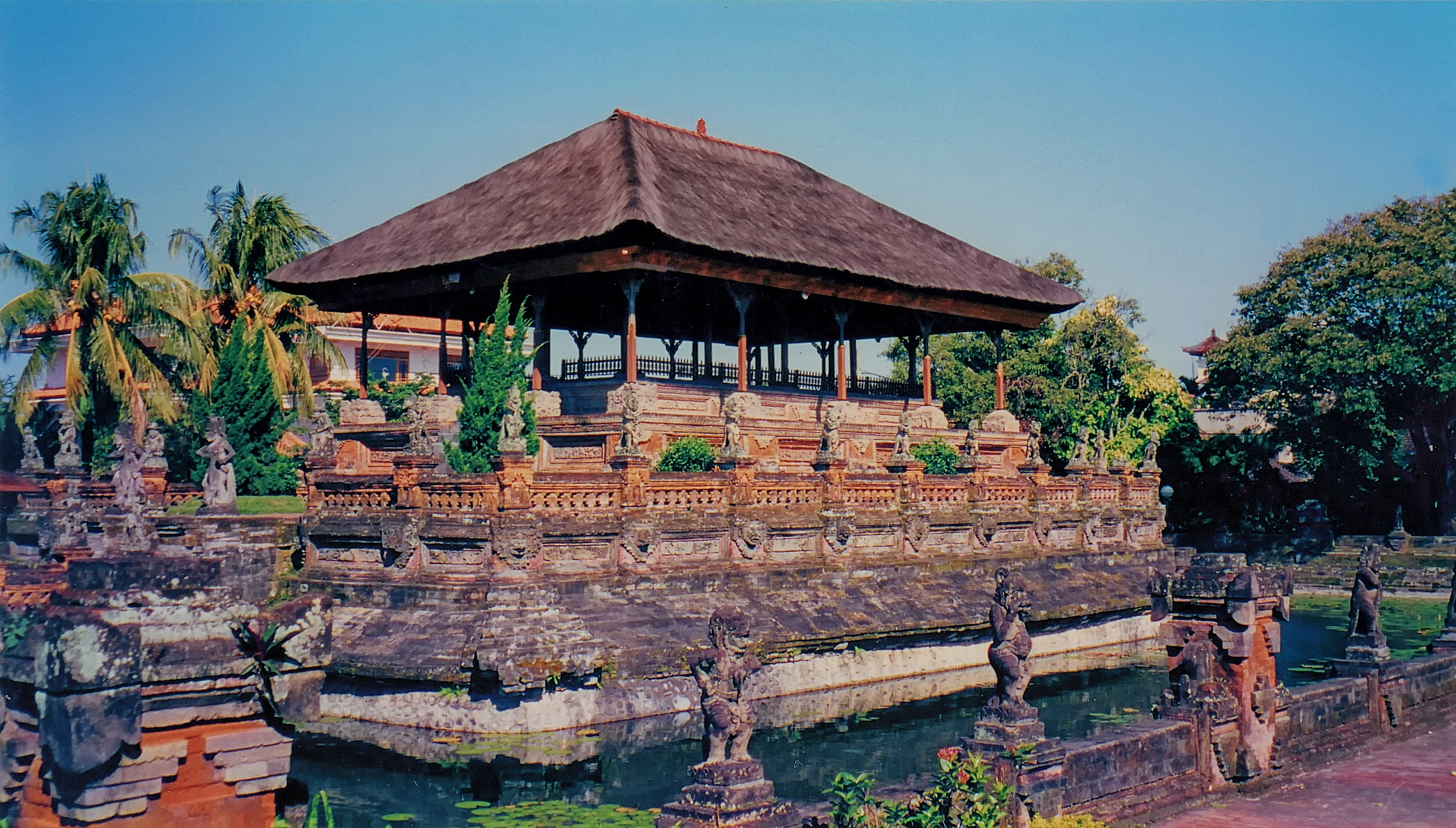
Pabellón flotante Bale Kembang, con pinturas estilo kamasan en el techo.

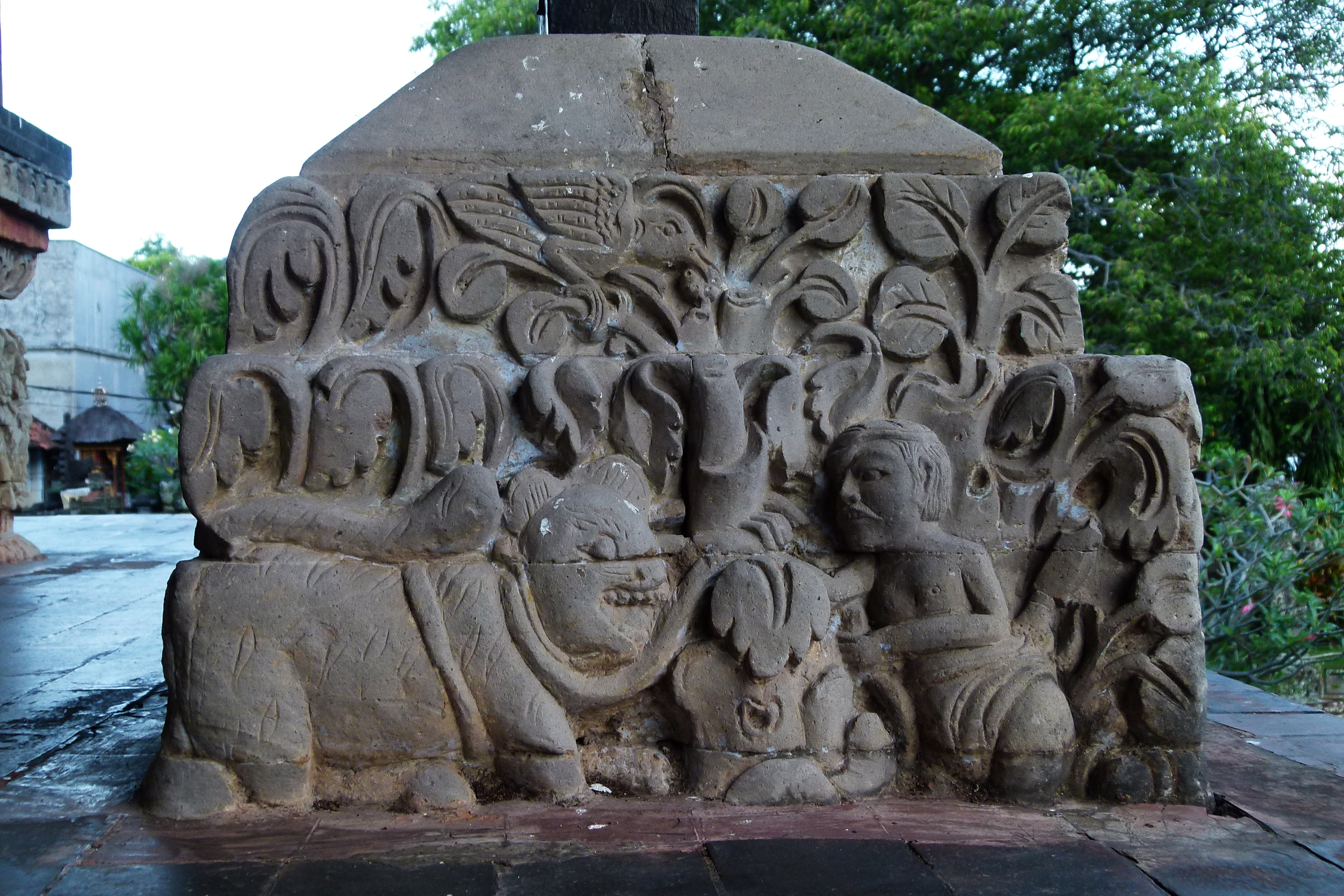
Esculturas en Kerta Gosa.

El pabellón Kerta Gosa (en indonesio: Paviliun Kerta Gosa) es un edificio arquitectónico balinés ubicado en el palacio de Klungkung, en el kabupaten de Klungkung, Bali, Indonesia. El pabellón fue construido a principios del siglo XVIII por Dewa Agung Gusti Sideman. Kerta Gosa significa 'el lugar donde el rey se reúne con sus ministros para discutir asuntos de justicia'.
La primera función del pabellón fue para las actividades de la corte. Kerta Gosa también fue repintado en las décadas de 1920 y 1960. El pabellón tiene una sección de la epopeya hindú Mahabharata, llamada Bhima Swarga, que se representa en el techo del pabellón. La pintura del techo de Kerta Gosa es uno de los ejemplos destacados de la pintura estilo Kamasan (o estilo Wayang).  Las pinturas probablemente se pintaron originalmente a mediados del siglo XIX y se actualizaron en 1918, 1933 y 1963. Los paneles individuales se repararon en las décadas de 1980 y 1990. Destacados artistas de la aldea de Kamasan como Kaki Rambut, Pan Seken, Mangku Mura y Nyoman Mandra fueron los responsables de volver a pintarlos en el siglo XX. Las pinturas principales representan la historia de Bhima Swarga, pero también se representan otras historias, que incluyen, Tantri, la historia de Garuda y la escena que predice el presagio de un terremoto (Palindon).

## Historia deBhima Swarga
En balinés, Bhima Swarga significa que Bhima va a la morada de los dioses. Swarga literalmente significa cualquier lugar donde viven los dioses, el cielo o el infierno.
Según la epopeya, Bhima, el segundo hijo mayor de los cinco hermanos Pándava, recibió la tarea de su madre, Kuntí, de salvar las almas de su padre, Pandú, y su segunda madre, Madri, del infierno y llevarlas al cielo. Los hermanos de Bhima, Arjuna, Nakula, Sajádeva y Yudishtira, atravesaron el infierno con Bhima y mientras estaban allí vieron a la gente siendo torturada por sus pecados.
Por el camino, Bhima está acompañado por sus dos leales sirvientes, Tualen y Mredah. Estos personajes complementarios son importantes para la historia porque representan a los propios balineses. Tualen viste un cinturón negro a cuadros y ayuda a Bhima traduciendo lo que dicen Yudishtira y Kunti. Mredah siempre usa un paño rojo a cuadros en la cintura y alegra el estado de ánimo contando chistes.
Cuando Bhima llega al infierno, encontró a sus padres en una gran tina llena de agua caliente. Bhima volcó el gran caldero, liberó a sus padres y los llevó al cielo. El diablo estaba enojado y Bhima tuvo que luchar contra él. Además, a los dioses no les gustaba la idea de que Bhima llevara a sus padres del infierno al cielo. Bhima luchó con los dioses y murió en el cielo. El dios supremo de todos devolvió la vida a Bhima y le dio la bebida de la inmortalidad. La escena final de Bhima Swarga muestra la justicia, incluso con el castigo del infierno.
La historia de Bhima Swarga ocupa cinco filas del techo del pabellón y se lee en el sentido de las agujas del reloj, comenzando desde la esquina noreste del techo. Las dos primeras líneas representan la aparición de Bhima en el infierno, y las tres primeras líneas, su viaje al cielo. En el centro del techo hay un loto rodeado de cuatro palomas, que simboliza la suerte, la iluminación y la salvación suprema.

## Pinturas

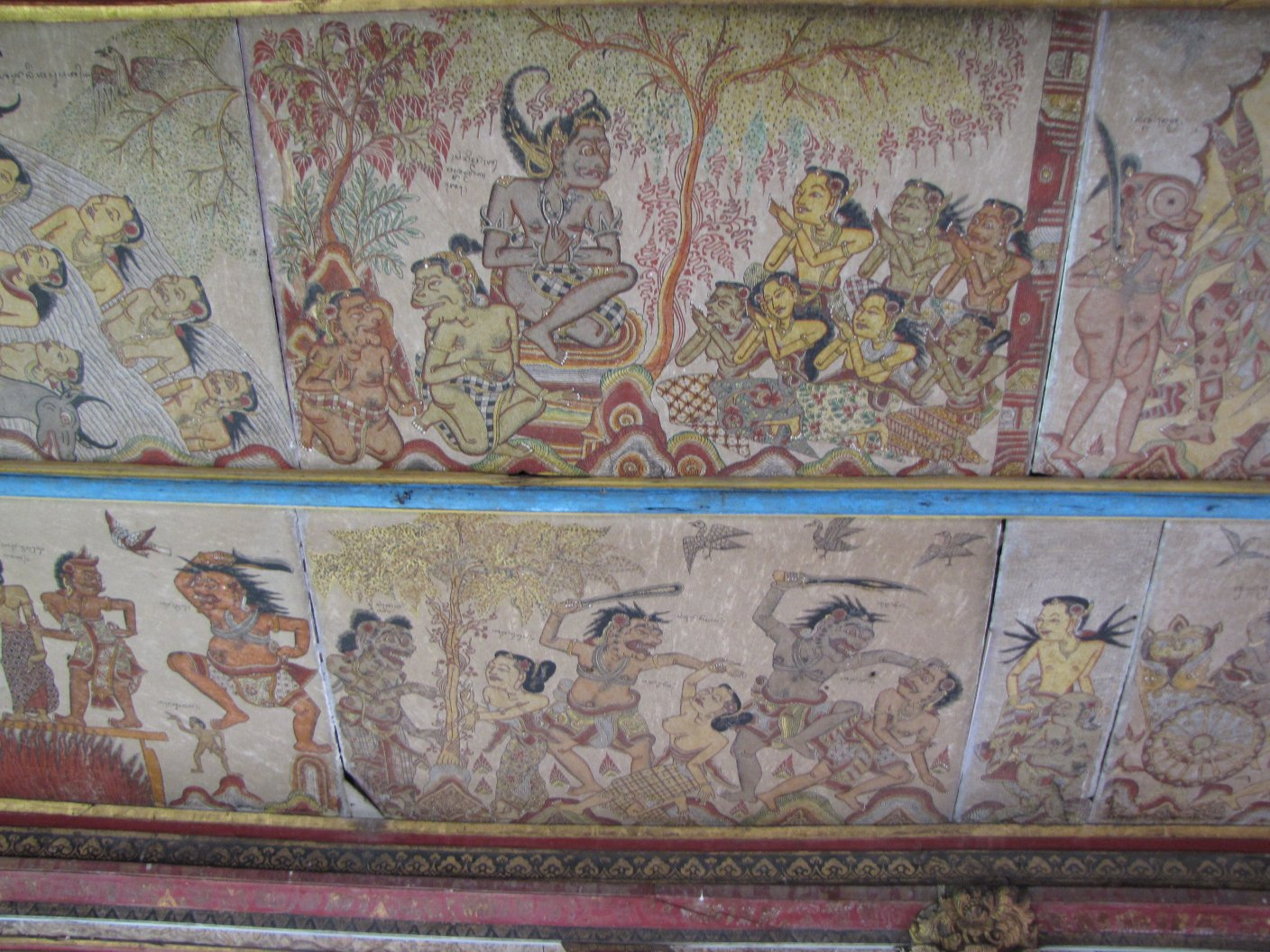
Pinturas kamasan en el pabellón Kerta Gosa.

Pinturas del interior del pabellón Kerta Gosa (c. 1915).

### Iconografía
El techo está pintado en un estilo tradicional balinés que se asemeja a un wayang (teatro de marionetas). Las pinturas de estilo wayang están estrechamente relacionadas con el arte del teatro de sombras y se han conservado fielmente para reflejar la herencia hindú balinesa en su iconografía y contenido tradicional. La iconografía es una forma de pintar para representar los seres vivos a través de imágenes y sombras porque en la cultura balinesa está prohibido representar cualquier ser vivo directamente.

### Tipos de personajes
Todos los personajes de la historia de Bhima Swarga tienen un significado simbólico relacionado con el color y si los personajes son kasar o halus. Los personajes kasar, como los demonios, son rudos y toscos. Tienen grandes ojos, narices y bocas. El posicionamiento de la mano de los kasar es hacia arriba.
Por otro lado, los personajes halus son refinados, reconocible por sus manos y dedos suaves. Tienen ojos pequeños, nariz, boca con labios finos y dientes uniformes, y casi no tienen vello facial. Sus cabezas y rostros apuntan hacia abajo. Bhima, sus hermanos y Kunti son todos personajes halus. Una de las características más importantes de Bhima, asignada solo a él, es su pulgar derecho que termina en una larga y curva uña como arma. Es una implicación mágica.
El ángulo de la cabeza y la postura de los personajes también son importantes. Por ejemplo, las cabezas y cuerpos humanos siempre están en una posición recta, pero los personajes kasar se representan con los ojos y la nariz en ángulo.

### Jerarquía social
En las pinturas, el estatus social se describe por la posición jerárquica de los personajes, el tamaño de su cuerpo y el lado en el que se colocan (izquierda o derecha de la escena). Shiva, la deidad hindú más prominente, se muestra más grande y aterrador que los otros dioses. De manera similar, Bhima domina a los otros humanos en la historia. Los sirvientes de Bhima, Tualen y Mredah, suelen aparecer uno al lado del otro, con Mredah, el hijo de Tualen, colocado ligeramente por debajo de su padre.
La edad y la clase social también juegan un papel en la ubicación de los cinco hermanos Pándava. Los poderes de Bhima son estrictamente físicos, por lo que su cuerpo debe estar libre y listo para la batalla. Bhima viste un sarong blanco y negro que, en Bali, se cree que tiene cualidades protectoras mágicas. En el cielo, las escenas de batalla no tienen sangre y Bhima suele estar en el centro de los paneles de guerra. Su cuerpo es mucho más pequeño en el infierno, mostrando su importancia disminuida en comparación con los dioses.
La pintura de Bhima Swarga, en concreto, es una epopeya moral que representa la sabiduría y la perseverancia, y el triunfo supremo de la virtud sobre el mal.

## Construcción
Dewa Agung Gusti Sideman, mecenas de las artes, supervisó el diseño y la construcción de su palacio en Klungkung como ejemplo de la arquitectura hindú-balinesa. Kertha Gosa tiene forma de mandala, una montaña en forma de cúpula que está influenciada por el budismo. La principal y primera función de Kertha Gosa fue la de tribunal de justicia. Este pabellón se convirtió en un lugar de reunión para los rajás y jueces brahmanes (Kerthas) para discutir tanto asuntos legales como humanos.
Se desconoce si Bhima Swarga se pintó en el momento en que se construyó Kertha Gosa. La pintura más antigua, y la única registrada, data de 1842 y fue escrita en un libro lontar (libro que contiene oraciones, historias balinesas y epopeyas). También se desconoce si las pinturas se pensaron que fueran permanentes del pabellón. o si son una decoración temporal para alguna celebración.
Dewa Agung Gusti Sideman gobernó hasta 1775, cuando fue sucedido por su hijo, luego por su nieto, y su linaje continuó gobernando hasta bien entrado el siglo XX. En 1908, los holandeses atacaron Klungkung; fue el último reino balinés en caer. En 1909, Kertha Gosa se convirtió en el tribunal oficial de justicia de la región de Klungkung.

## Obras de restauración
En 1960, se reemplazó todo el techo de Kertha Gosa y se crearon nuevas pinturas, siempre sobre la historia de Bhima Swarga pero agregando más detalles. En 1982 se reemplazaron ocho paneles.